# 巴西航空工業EMB 121
EMB-121（Embraer-121）是由巴西航空工業研發的雙引擎螺旋槳飛機，最高載客量達9人，總共生產了106架，航程最遠為2278公里，主要用於軍事用途。

## 規格(EMB 121A1 Xingu II)

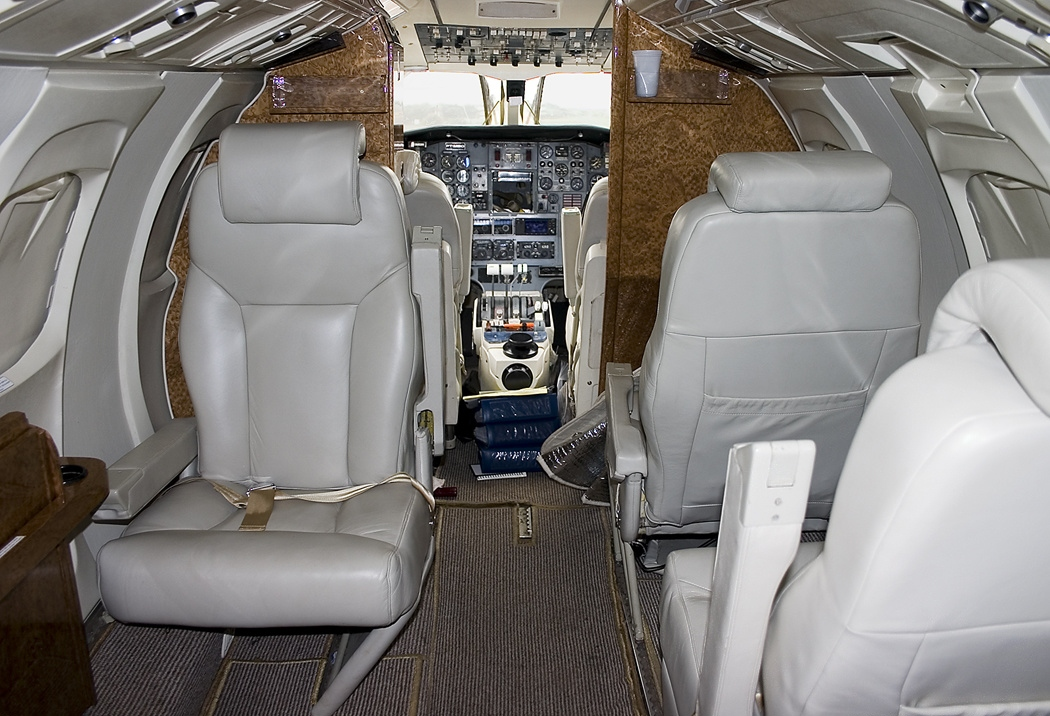
客艙

### 特征
- 机乘人员：2
- 载客量：8或者9
- 长度：12.25 米
- 翼展：14.05 米
- 高度：4.84 米
- 空载重量：3,500 千克（7,716 磅）
- 机翼面积：27.50 平方米
- 最大起飞重量：5,670 千克（12,500 磅）
- 最高速度：每小时466千米（252节）
- 燃料容量：4,484 磅
- 发动机（2具）：Pratt & Whitney Canada PT6A-135 涡轮螺旋桨发动机
- 发动机推力（每具）：750 马力

### 性能
- 巡航速度：每小时380千米（205节）
- 最大速度：每小时466千米（252节）
- 航程：2,278 千米（1,230海里）
- 实用升限：8,535 米（28,000 英尺）
- 爬升率：每秒9.1米（每分钟1,800英尺）

## 外部連結
- Embraer（页面存档备份，存于）